# Houbaropsis bengalensis
El sisón bengalí (Houbaropsis bengalensis)  es una especie de ave otidiforme de la familia Otididae endémico de la India e Indochina. Con una población muy dispersa e inferior a los 300 ejemplares, esta ave, la única especie del género Houbaropsis, es una de las más amenazadas de extinción en todo el planeta.

## Subespecies
Se conocen dos subespecies de Houbaropsis bengalensis:
- Houbaropsis bengalensis bengalensis - praderas del este y norte de la India y Nepal.
- Houbaropsis bengalensis blandini - Camboya a Cochinchina y SW Vietnam.